# Wyżnie Doliny
Wyżnie Doliny, Doliny, Doliny Wyżne, Doliny nad Gródkiem – duża łąka w Pieninach. Należy do Krościenka nad Dunajcem w województwie małopolskim, w powiecie nowotarskim. Znajduje się powyżej osiedla Gródek, na grzbiecie łączącym Szutrówkę z Łupiskiem, po prawej stronie żółtego szlaku z Krościenka na Przełęcz Szopka. Oddzielona jest od niego pasem drzew. Polana ma długość około 600 m i znajduje się na wysokości około 560–690 m. Jest to typowa pienińska łąka z ciepłolubną roślinnością. Aby nie dopuścić do zarośnięcia jej lasem jest co roku koszona. Dawniej, podobnie jak inne łąki pienińskie charakteryzowała się dużym bogactwem gatunków storczyków. Podczas monitoringu w latach 1986–1988 znaleziono tu jednak tylko dwa ich gatunki – storczycę kulistą Traunsteinera globosa i kukułkę bzową Dactylorhiza sambucina. Przyczyną zanikania storczyków na pienińskich polanach i łąkach jest zaprzestanie ich użytkowania, zmiany w sposobie użytkowania lub budowa ujęć wody powodujących osuszenie terenu. Wśród gatunków mchów podlegających ochronie znaleziono fałdownika nastroszonego (Rhytidiadelphus squarrosus) i Thuidium assimile. W latach 1987–1988 znaleziono tu bardzo rzadki, w Polsce zagrożony wyginięciem gatunek porostu – pawężnicę rozłożystą Peltigera horizontalis.
Wyżnie Doliny znajdują się na obszarze Pienińskiego Parku Narodowego. Tuż powyżej nich jest polana Stolarzówka, a po drugiej stronie szlaku turystycznego polana Niżnie Doliny.

## Szlaki turystyczne
z Krościenka przez Bajków Groń i polanę Wyrobek na przełęcz Szopka. Czas przejścia: 1:40 h, ↑ 1:10 h